# 1036 Ganymed
1036 Ganymed è un asteroide near-Earth del diametro medio di circa 31,66 km. Scoperto nel 1924 da Walter Baade, presenta un'orbita caratterizzata da un semiasse maggiore pari a 2,6646751 UA e da un'eccentricità di 0,5335534, inclinata di 26,67302° rispetto all'eclittica. È il più grande asteroide Amor conosciuto.
Nel 1998, osservazioni radar di Ganymed effettuate dal radiotelescopio di Arecibo ha permesso di produrre delle immagini dell'asteroide, rivelandone la forma grossolanamente sferica.
Il 22 agosto 1985 è stata osservata dalla California l'occultazione di una stella da parte di Ganymed. Una seconda occultazione di una stella di magnitudine 9,2 appartenente alla costellazione dell'unicorno è stata osservata il 26 ottobre 2007 dalle regioni del Pacifico occidentale (Nuova Guinea, Australia, Nuova Zelanda).
Il suo nome fa riferimento a Ganimede, il coppiere degli dei nella mitologia greca.